# Talleres de Córdoba
Club Atlético Talleres, cunoscut în principal sub numele de Talleres sau Talleres de Córdoba, este un club sportiv profesionist argentinian cu sediul în orașul Córdoba. Instituția este cunoscută în principal pentru echipa sa de fotbal, care joacă în prezent în Primera División Argentina. Principalul rival al lui Talleres este Belgrano: rivalitatea lor este cunoscută sub numele de "el clásico cordobés".

## Istorie
Clubul a fost înființat în 1913 sub numele de „Atlético Talleres Central Córdoba” de lucrători ai Căii Ferate Centrale din Córdoba, cu sprijinul companiei. În afară de Atlético Talleres, unul dintre cluburile afiliate la „Federación Cordobesa de Fútbol” (Federația de Fotbal Córdoba) a fost Olimpo, format din jucători tineri care participă în diviziile a doua și a treia.
În 1913, Olimpo a fost expulzat după ce jucătorii lor au fost implicați într-o revoltă în dezacord cu unele decizii ale arbitrului. După ce Olimpo a învins Atlético Talleres într-un meci amical, directorii clubului au încurajat fuziunea ambelor cluburi cu scopul de a adăuga jucători lui Olimpo în echipa lor. În 1914, fuziunea a fost îndeplinită păstrând numele „Talleres Central Córdoba”. În 1914, Talleres s-a alăturat ligii locale din Córdoba.
Sub acest nume, Talleres Central Córdoba a câștigat campionatele din 1915 și 1916. În anul următor clubul a fost nevoit să-și schimbe numele după unele incidente dintr-un meci care l-au determinat pe jucătorul Horacio Salvatelli să fie arestat. Când câteva zile mai târziu, Talleres nu a permis jucătorilor săi să intre într-un combinat local, organismul a exclus clubul din campionat. Cu toate acestea, Talleres s-a alăturat ligii în 1918 cu condiția de a-și schimba numele, astfel încât clubul a fost înregistrat ca „Club Atlético Talleres”, câștigând și campionatul în același an. În afară de numele său, Talleres a trebuit să modifice data înființării (până la 12 octombrie 1913) pentru a se înregistra ca persoană juridică.
În 1969, echipa a jucat pentru prima dată în Primera División argentiniană în Campionatul Național. În anii 1970, perioada de glorie a ligii locale Córdoba pe scena națională, au participat de mai multe ori la campionatul Nacional, în 1976 Luis Ludueña a fost golgheterul campionatului cu 12 goluri, în Campionatul Nacional din 1977 Talleres a terminat pe locul doi, pierzând la Independiente finala după regula golurilor în deplasare, iar în 1978 José Reinaldi a marcat 18 goluri și a fost golgheterul campionatului. Talleres a contribuit cu trei jucători la echipa argentiniană care a câștigat Cupa Mondială FIFA 1978, cu căpitanul lui Talleres Luis Galván titular în finală ca fundaș central. Miguel Oviedo și Jose Daniel Valencia au fost înlocuitori. Echipa anilor 78 de la Cupa Mondială a prezentat câțiva alți jucători proeminenți care au început în epoca de aur a ligii locale din Córdoba, cum ar fi Mario Kempes și Osvaldo Ardiles, ambii la Instituto Atletico Central Córdoba la începutul anilor '70.
Începând din 1980, Talleres a devenit un obișnuit al campionatului Metropolitano și a terminat pe locul trei.
Talleres a jucat în Primera División din Argentina până la Torneo Clausura din 1993, atunci când Talleres a retrogradat în Primera B Nacional. Talleres a fost promovat din nou în Primera División după sezonul 1993–94, dar a retrogadat din nou după o performanță slabă în sezonul 1994–95. În sezonul următor, clubul a terminat primul în timpul turneului Clausura din Divizia a II-a, dar a pierdut campionatul în fața lui Huracán de Corrientes.
În 1998, în timpul unui meci (mai târziu amintit de fani drept "Finala secolului", Talleres a câștigat primul său titlu argentinian, campionatul Primera B Nacional din sezonul 1997/98 la loviturile de departajare împotriva rivalului din toate timpurile Belgrano de Córdoba, câștigându-i o promovare în Prima Divizie. Anul următor, clubul a câștigat primul și singurul său titlu internațional, Copa CONMEBOL din 1999 (precursorul actualei Copa Sudamericana) împotriva lui CSA din Brazilia.
În sezonul următor, performanța bună a lui Talleres în prima divizie a calificat echipa să joace Copa Mercosur 2001 și Copa Libertadores 2002, fiind prima și singura echipă din Córdoba care s-a calificat la acele turnee continentale. Talleres a ajuns în optimile de finală în Mercosur, doar pentru a pierde împotriva lui Grêmio. În Copa Libertadores, Talleres a avut o performanță slabă, fiind eliminată în prima etapă.
În ciuda faptului că a terminat pe locul trei în timpul turneului Torneo Clausura din sezonul 2003–04 și s-a calificat din nou în Copa Libertadores, Talleres a retrogradat, din cauza rezultatelor slabe din ultimele 2 sezoane, după ce a pierdut în fața lui Argentinos Juniors în jocul de promovare/retrogradare oprit conform regulilor argentiniene, echipa și-a pierdut locul în Libertadores din această cauză.
În 2008–09, Talleres a fost demis din nou, de data aceasta în Torneo Argentino A prin sistemul de medie de puncte, în ciuda faptului că a terminat pe locul 12 din 20 de echipe în Primera B Nacional.
La 15 noiembrie 2010, IFFHS a elaborat un raport privind primele 200 de echipe de pe continentul american din 2001 până la acea dată. Talleres a fost pe locul 130, cea mai înaltă poziție pentru o echipă din provincia Córdoba în clasament.
În mai 2013, Talleres a fost promovat în Primera B Nacional după ce l-a învins pe San Jorge cu 1–0. Ulterior, Talleres a revenit în divizia a treia, dar a fost promovată în 2015, iar, în 2016, după 12 ani, Talleres a câștigat promovarea în Prima Divizie.
În 2019, Talleres a jucat din nou Copa Libertadores. În 2021, Talleres a jucat Copa Sudamericana. După o performanță foarte bună în Copa Argentina, în care „la T” a ajuns în finală, și în liga națională, în care a terminat pe locul trei, Talleres a revenit în Copa Libertadores pentru anul următor.
Talleres a făcut cea mai bună performanță de până acum la Copa Libertadores 2022, ajungând în sferturile de finală. Cu toate acestea, performanța slabă din liga națională a lăsat clubul fără participări internaționale pentru 2023. Pentru al doilea an consecutiv, Talleres a fost vicecampion în Copa Argentina, pierzând finala cu 0-1 în fața lui Patronato.

## Președinți
- (1913) - Thomas Lawson
- (1914) - Cipriano Sánchez
- (1915) - Adolfo Hannel
- (1916 - 1917) - Enrique France
- (1918) - Romulo Canale
- (1919) - Enrique Guillaume
- (1920) - Juan Finlay
- (1921) - Thomas Lawson
- (1922) - Enrique Guillaume
- (1923) - Juan Carlos O'Brien
- (1924) - Antonio Estela
- (1925 - 1926) - Félix Bottini
- (1927) - Enrique France
- (1927) - César Pieri
- (1928) - Alfredo Barissone
- (1929) - Juan Dellacua
- (1930) - Abel Pereyra
- (1931) - Alberto Bernis Sales
- (1932) - Miguel Tobler
- (1933 - 1936) - José León Chercoles
- (1937) - Miguel Tobler
- (1938) - Francisco Pérez Maciel
- (1939 - 1940) - Miguel Tobler
- (1941 - 1942) - Ángel Peralta
- (1943) - Luis Zapata
- (1944 - 1946) - Carlos Molina
- (1947 - 1950) - Edgardo Pérez Cortés
- (1951 - 1952) - Félix Curtino
- (1953) - Enrique Carratala
- (1954 - 1955) - Félix Curtino
- (1956 - 1957) - Aníbal Grecco
- (1958 - 1959) - Pedro Ballester
- (1960 - 1961) - Vicente Rossella
- (1962) - Arturo Carrasco Gómez
- (1963) - Edgardo Álvarez Vocos
- (1964) - Félix Curtino
- (1965) - Alfredo Arocena
- (1966) - Edgardo Álvarez Vocos
- (1967 - 1968) - Rodolfo Berardo
- (1969) - Luis Teco
- (1970) - Abrahan Litvak
- (1971) - Avelino Guirales
- (1972) - Miguel Srur
- (1973) - Fernando Rencoret
- (1974 - 1986) - Amadeo Nuccetelli
- (1987) - Rogelio Egea
- (1988) - Miguel Macias
- (1989) - Egidio Heyd
- (1990 - 1991) - Bernabé Muttoni
- (1992) - Miguel Srur
- (1993) - Rafael Lascano
- (1994 - 1997) - Victor Szumik
- (1997) - Rolando Martin
- (1998 - 2004) - Carlos Dossetti
- (2004 - 2014) - [n1 1]
- (2014 - prezent) - Andrés Fassi

Note
1. ↑  Din cauza unui faliment, clubul a fost administrat de un trust.

## Antrenori
- Leopoldo Ledesma (1929 - 1930)
- Emilio Manuel Fernández (1931 - 1932)
- Enrique Palomini (1933 - 1936)
- Eduardo Ponce (1937 - 1938)
- Luis Santiago Bustos (1938)
- Enrique Palomini (1938 - 1940)
- Eduardo Ponce (1941)
- Rodolfo Bútori (1942 - 1946)
- Osvaldo Sella (1947)
- Máximo Disandro (1947 - 1948)
- Ramón Bresolí (1949 - 1950)
- Rodolfo Bútori (1951 - 1952)
- José Bútori (1952)
- Leopoldo Ledesma (1952)
- Domingo Carunchio (1952)
- Atilio Garlatti (1953 - 1954)
- Máximo Disandro (1954)
- Rodolfo Bútori (1955)
- Ramón Bresolí (1956)
- Máximo Disandro (1957)
- Amable Rubén López (1957)
- Rodolfo Bútori (1958 - 1959)
- Pedro Gordillo (1959)
- Atilio Willington (1959 - 1961)
- Fernando Belucci (1962)
- Rodolfo Bútori (1962 - 1963)
- Amable Rubén López (1963 - 1964)
- Rodolfo Bútori (1965)
- Atilio Willington (1965)
- Eduardo Pereyra (1966)
- Fernando Belucci (1967)
- Domingo Boero (1967)
- Héctor Burgos (1968)
- Hipólito Toledo (1969)
- Miguel Ponce (1970 - 1971)
- Augusto Fumero (1971)
- Nicolás Campos (1972)
- Miguel Antonio Romero (1972)
- Llamil Simes (1972)
- Miguel Ponce (1973)
- Ángel Labruna (1974)
- Adolfo Pedernera (1975)
- Humberto Taborda - Gualberto Mugione (1976)
- Rubén Bravo (1976)
- Roberto Marcos Saporiti (1977 - 1979)
- José Omar Pastoriza (1980)
- Vicente Rodríguez (1981)
- Humberto Taborda (1981)
- Ángel Labruna (1981 - 1983)
- Daniel Willington (1983)
- Miguel Ángel Oviedo (1983)
- Alfio Basile (1983)
- Humberto Maschio (1984)
- José Omar Reinaldi (1984 - 1986)
- Pedro Marchetta (1986)
- Humberto Taborda (1986)
- Héctor Baley - Miguel Oviedo (1986)
- Sebastián Viberti (1986 - 1987)
- José Omar Reinaldi (1987 - 1988)
- Roberto Saporiti (1988 - 1989)
- Eduardo Luján Manera 1990)
- Miguel Ángel Oviedo (1990)
- Daniel Willington (1990)
- Miguel Ángel Oviedo (1990 - 1991)
- Julio Correa (1991)
- Eduardo Manera (1991)
- José Omar Pastoriza (1992 - 1993)
- Humberto Grondona (1993)
- Salvador Ragusa (1993)
- Miguel Antonio Romero (1993)
- José Manuel Ramos Delgado (1993 - 1994)
- Daniel Willington (1994)
- Fernando Areán (1994)
- Roberto Saporiti (1995)
- José Omar Reinaldi (1995)
- Humberto Taborda (1995 - 1996)
- Osvaldo Sosa (1996)
- Ricardo Gareca (1996 - 1997)
- Humberto Zuccarelli (1997 - 1998)
- Ricardo Gareca (1998 - 2000)
- Juan José López (2000 - 2001)
- Ricardo Gareca (2001)
- Mario Zanabria (2001)
- Mario Ballarino (2001 - 2002)
- Enzo Trossero (2002)
- Marcelo Arce - Sergio Coleoni (2002)
- Sergio Batista (2002 - 2003)
- Ángel Bocanelli (2003)
- Luis Cubilla (2003)
- José Omar Pastoriza (2003)
- Horacio Cirrincione (2003)
- Juan José López (2004)
- Leonardo Madelón (2004)
- José Omar Reinaldi (2004)
- Daniel Willington - José Trignani (2005)
- Héctor Arzubialde (2005)
- Emilio Commisso (2005)
- Roberto Oste (2005)
- Roberto Saporiti (2006)
- Roberto Oste - Fabián Carrizo (2006)
- Ricardo Gareca (2007)
- Roberto Oste (2007)
- Salvador Capitano (2007)
- Rubén Darío Insúa (2007 - 2008)
- Carlos Bustos - Jorge Grassi (2008)
- Ángel Comizzo (2008)
- Humberto Grondona (2008)
- Juan Amador Sánchez (2009)
- Raúl Alejandro Peralta (2009)
- Roberto Saporiti (2009)
- Andrés Rebottaro (2010)
- Héctor Arzubialde (2010 - 2011)
- Gustavo Coleoni (2011)
- José María Bianco (2011)
- Héctor Chazarreta (2011)
- Arnaldo Sialle (2011 - 2013)
- Rubén Forestello (2014)
- Jorge Ghiso (2014)
- [Sergio Coleoni - Mario Obulgen (2014)
- Ángel Hoyos (2014)
- Frank Darío Kudelka (2015 - 2018)
- Juan Pablo Vojvoda (2018 - 2019)
- Alexander Medina (2019 - 2021)
- Ángel Hoyos (2022)
- Pedro Caixinha (2022)
- Javier Gandolfi (2022 - 2023)
- Walter Ribonetto (2024)
- Alexander Medina (2024 - 2025)

## Lotul actual
La 3 februarie 2025.
| Nr. |           | Poziție | Jucător                                    |
| --- | --------- | ------- | ------------------------------------------ |
| 1   | Ecuador   | P       | Javier Burrai                              |
| 3   | Argentina | F       | Tomás Cardona (împrumutat de la Fortaleza) |
| 4   | Chile     | F       | Matías Catalán                             |
| 5   | Argentina | M       | Matías Galarza                             |
| 6   | Argentina | F       | Juan Gabriel Rodríguez                     |
| 7   | Argentina | A       | Nahuel Bustos                              |
| 8   | Paraguay  | M       | Matías Galarza Fonda                       |
| 9   | Argentina | A       | Federico Girotti                           |
| 10  | Argentina | M       | Rubén Botta                                |
| 11  | Argentina | A       | Valentín Depietri                          |
| 12  | Argentina | P       | Santino Barbi                              |
| 15  | Paraguay  | F       | Blas Riveros                               |
| 16  | Venezuela | F       | Miguel Navarro                             |
| 17  | Argentina | M       | Joaquín Mosqueira                          |
| 20  | Argentina | F       | Augusto Schott                             |

| Nr. |           | Poziție | Jucător                 |
| --- | --------- | ------- | ----------------------- |
| 21  | Argentina | M       | Matías Gómez            |
| 22  | Argentina | P       | Guido Herrera (căpitan) |
| 25  | Argentina | A       | Cristian Tarragona      |
| 26  | Argentina | M       | Marcos Portillo         |
| 27  | Columbia  | M       | Juan Portilla           |
| 28  | Argentina | M       | Juan Carlos Portillo    |
| 29  | Argentina | F       | Gastón Benavídez        |
| 30  | Chile     | M       | Ulises Ortegoza         |
| 31  | Argentina | P       | Jeremías Florentín      |
| 33  | Argentina | M       | Emanuel Reynoso         |
| 34  | Argentina | A       | Sebastián Palacios      |
| 38  | Argentina | M       | Gustavo Albarracín      |
| 44  | Argentina | F       | Santiago Fernández      |
| 77  | Brazilia  | A       | Rick                    |